# Eo biển Đài Loan
Eo biển Đài Loan, hay eo biển Formosa, là một eo biển rộng khoảng 180 kilômét (110 mi) chia tách đảo Đài Loan (của Trung Hoa Dân Quốc) với Trung Quốc đại lục (Cộng hòa Nhân dân Trung Hoa). Eo biển là một phần của Biển Đông và tiếp nối với biển Hoa Đông ở phía bắc. Điểm hẹp nhất rộng 130 km (81 mi).